# Symbolický kapitál
Symbolický kapitál  je termín spjatý s francouzským sociologem Pierrem Bourdieuem. Tento termín Bourdieu vytvořil při zkoumání původu nerovnosti ve společnosti. Symbolický kapitál vychází z analogie s kapitálem finančním. Stejně jako on je ve společnosti rozložen nerovnoměrně a sám také slouží k reprodukci nerovnosti. Symbolický kapitál můžeme rozdělit na kulturní kapitál a sociální kapitál.

## Kulturní kapitál
Jedním z typů symbolického kapitálu je kulturní kapitál. Je to jeden z klíčových pojmů, používaných při analýze úlohy systému vzdělávání v reprodukci sociálních nerovností. Kulturní kapitál můžeme definovat jako “zvláštní formu získaných předpokladů jedince nebo skupiny k dosažení určitého sociálního statusu, která je vázaná na charakter a úroveň enkulturace.” Podle Bourdieua se jednotlivci a skupiny snaží o začlenění do vyšší vrstvy, která se vyznačuje specifickými kulturními rysy (chováním, tradicemi, jazykem, apod.). Osvojení těchto rysů je pro ty, kteří usilují o vstup do této vrstvy, žádoucí.
Charakter vzdělávacího systému určuje vyšší vrstva, a tak žáci, kteří ovládají kulturu této vrstvy, se učitelům jeví jako nadanější, protože s nimi snáze komunikují. Úroveň vzdělání jednotlivce je tedy přímo závislá na tom, jak absorbuje dominantní kulturu a jakým kulturním kapitálem disponuje. Jelikož škola většinu komponentů kulturního kapitálu již předpokládá, jejich získání je nutné v rodině.

## Sociální kapitál
Podle Pierra Bourdieua je sociální kapitál definován jako souhrn všech aktuálních nebo potenciálních zdrojů, které jsou odvozeny od vlastnictví trvanlivé sítě více či méně institucionalizovaných vztahů vzájemného uznání. Objem sociálního kapitálu, kterým člověk disponuje, je dán velikosti sítě kontaktů, které je schopen mobilizovat pro svoji potřebu. Tato potřeba může nabývat formy hmotných statků, ale hlavně se jedná o služby a protislužby. Stejně jako do finančního kapitálu je nutné investovat i do kapitálu sociálního, tj. vytvářet a udržovat kontakty. Investice se vrátí, začne-li člověk být sám vyhledáván druhými.
Sociální směna přeměňuje směňované služby ve znaky sociálního uznání. Toto uznání zpětně zvyšuje význam poskytovaných služeb. Držitelé velkého objemu sociálního kapitálu již nepotřebují znát všechny, co znají je, aby svůj sociální kapitál rozšiřovali.